# Studio 54
Studio 54 foi uma lendária discoteca localizada em Manhattan, Nova Iorque, inaugurada em 26 de abril de 1977 por Steve Rubell e Ian Schrager.  encerrou suas atividades em março de 1986. 